# Stuff (site web)
Stuff est un site web d'actualité néo-zélandais. Il est lancé à Auckland le 27 juin 2000 par l'entreprise Independent Newspapers (en).
Le site devient assez populaire au cours des années 2000, mais son actionnariat change plusieurs fois au gré des rachats de sa société mère en 2003 et 2018. En 2020, mis en grandes difficultés par la pandémie de Covid-19 qui lui fait perdre beaucoup de recettes publicitaires, il est racheté pour un dollar par sa rédactrice en chef, Sinead Boucher, qui devient directrice.

## Historique

### Lancement
L'annonce par Independent Newspapers (en), filiale néo-zélandaise de News Corporation, du lancement d'un site web est faite dès 1999. Toutefois, le site n'est lancé que le 27 juin 2000 depuis un cybercafé d'Auckland. Le nom du nouveau site, Stuff, est le résultat d'un brainsorming mené avec l'agence publicitaire Saatchi & Saatchi ; étant déjà pris, il est racheté à un cybersquatteur.
Le nouveau site est doté d'un budget prévisionnel de deux à trois millions de dollars par an ; sa maison-mère n'espère pas faire de bénéfice grâce au site avant quatre années de fonctionnement. Selon ses concepteurs, l'outil a été conçu en prenant en compte les erreurs commises par d'autres entreprises du groupe de Rupert Murdoch.

### Premières mises à jour
En décembre 2006, une première refonte du site est effectuée, suivie d'une seconde en mars 2009 ; ces améliorations visent à permettre aux utilisateurs de disposer d'un choix de rubriques accru et une personnalisation plus grande ; à cette date, le site compte une centaine de journalistes et de photographes et est visité par 2,5 millions de visiteurs mensuels.

### Rachats successifs de la maison-mère
En juin 2003, Fairfax Media rachète Independent Newspapers avec l'accord des actionnaires de ce dernier, pour un montant d'un milliard de dollars,. À son tour, en 2018, Fairfax Media est rachetée par Nine Entertainment.
À cette époque, durant l'été 2018, l'audience du site est assez large, Stuff étant le plus populaire site d'information néo-zélandais, avec plus de deux millions de vues mensuelles. Cependant cette prééminence se réduit durant l'année 2018-2019, à l'exception du mois de mars 2019, lors des attentats de Christchurch. La mise en place d'un paywall sur le site du New Zealand Herald le 30 avril 2019 fait sensiblement croître la fréquentation du site Stuff, avec une croissance d'environ vingt pour cent des pages vues en deux mois, et une audience accrue d'environ 8% dans le même laps de temps.

### Filiale Neighbourly
En 2014, Stuff rachète le réseau social local Neighbourly, qui vise à rassembler des personnes de la région de Christchurch. Le site compte un demi-million d'abonnés en 2018 pour sept cent mille visites mensuelles.

### Vente du site en 2020
L'entreprise New Zealand Media and Entertainment tente à plusieurs reprises d'acheter le site Stuff, sans succès. Le site est relativement rentable jusqu'au début de la pandémie de Covid-19 ; celle-ci met très fortement à mal ses recettes publicitaires. À cette époque, le site emploie environ neuf cents personnes dont quatre cents journalistes. Le personnel accepte temporairement une réduction de salaire de quinze pour cent, quand la rédactrice en chef Sinead Boucher baisse le sien de quarante pour cent.
Devant les difficultés du site, cette dernière, qui travaille chez Stuff en tant que journaliste depuis 2007, propose à Nine Entertainment de racheter le site pour un dollar ; le 25 mai 2020, elle rachète le site et devient directrice générale de la nouvelle société. Elle affirme à cette occasion vouloir développer un modèle de participation des salariés,. 